# Plastiktüte

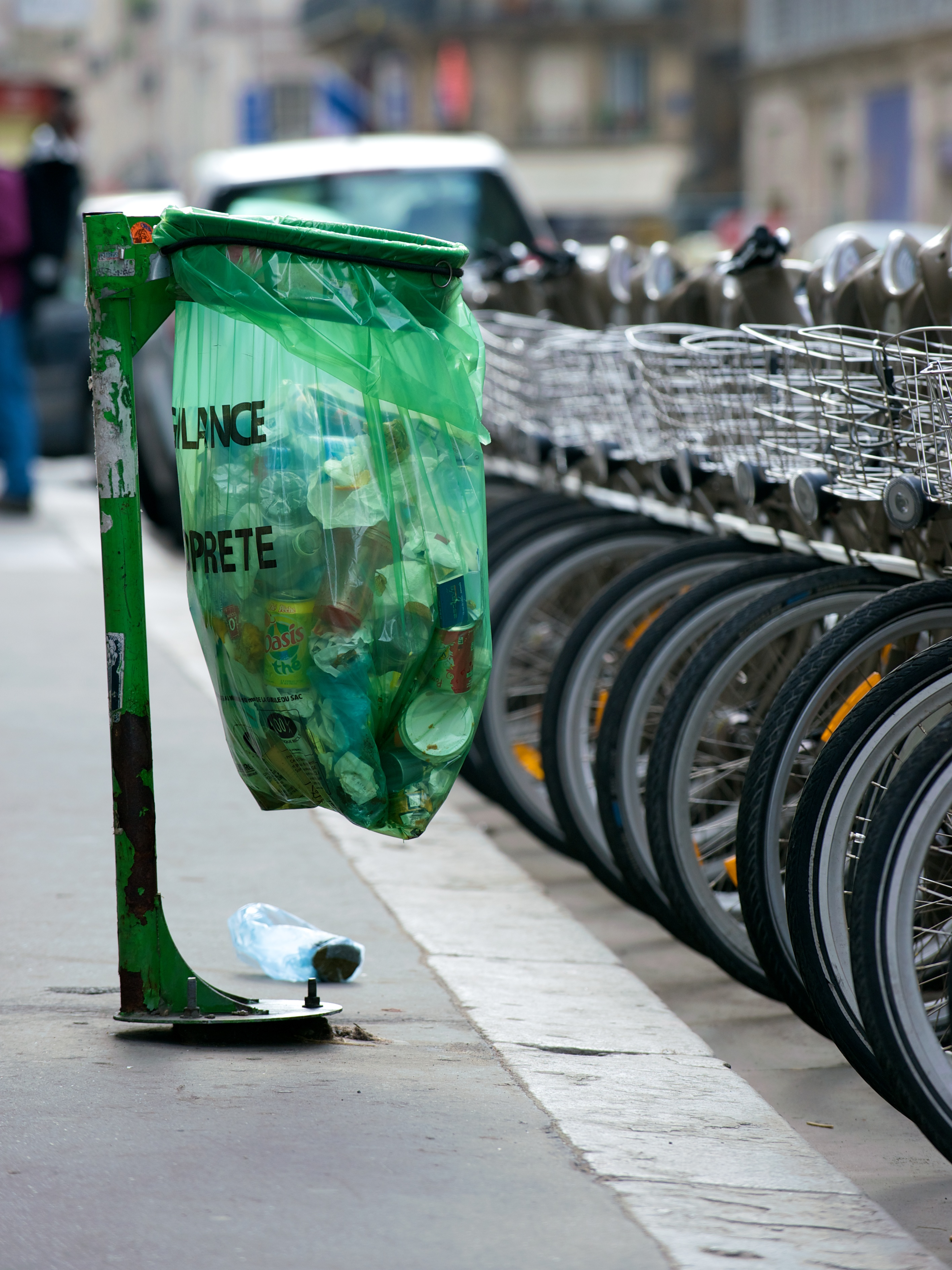
Plastikmüllsack in Paris

Eine Plastiktüte (auch Plastiktragetasche oder Kunststofftüte; in Österreich: Sackerl, Plastiksackerl oder Nylonsackerl, in der Schweiz (Plastik-)Säckli, in Ostdeutschland häufig Plastetüte oder Plastebeutel, in Süddeutschland Plastikbeutel oder Plastikgug) ist eine Tüte oder ein Beutel aus Kunststofffolie, meist aus Polyethylen oder Polypropylen.
Plaste-Tragetaschen wiegen ca. 20 g und erfordern zur Herstellung 40 g Erdöl. Sie können auch aus recyceltem Material oder mit höherem Aufwand aus bio-basierten Kunststoffen gefertigt werden.
Plastiktüten werden vor allem zum Transport von Einkäufen und zur Aufbewahrung sowie zum Transport von Hausmüll verwendet. Bedruckte Einkaufstüten aus Plastik dienen dem Handel und der Konsumgüterindustrie als Werbeträger. In Europa kamen laut EU-Kommission im Jahr 2010 rund 95 Milliarden Plastik-Tragetaschen in Umlauf.

## Geschichte

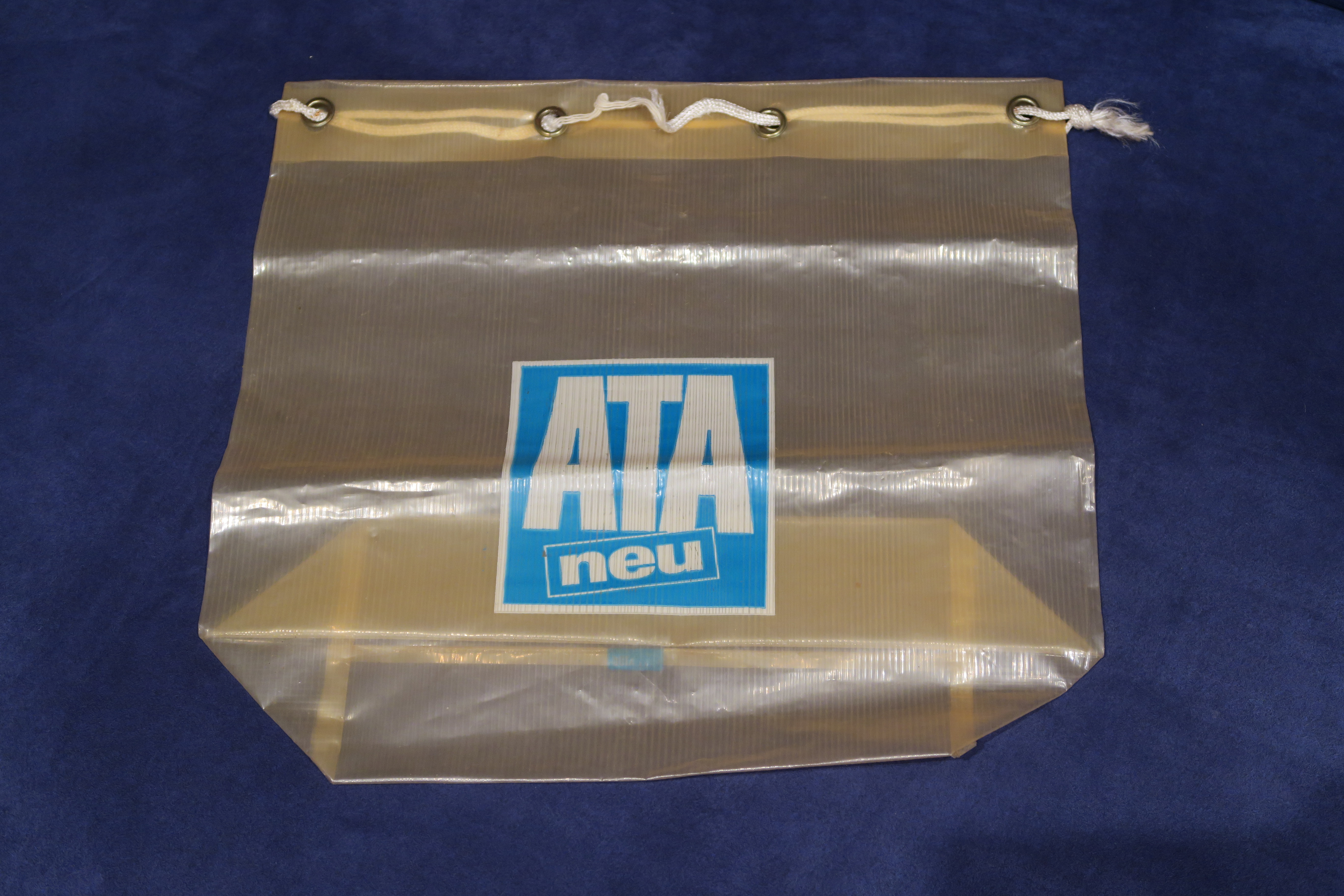
Tragetasche (1965), mehrfach verwendbar

Tragetasche der Lebensmittel-Einzelhandelskette „Latscha“ aus den 1970er Jahren mit einfacher Griffstanzung (Nachbildung)

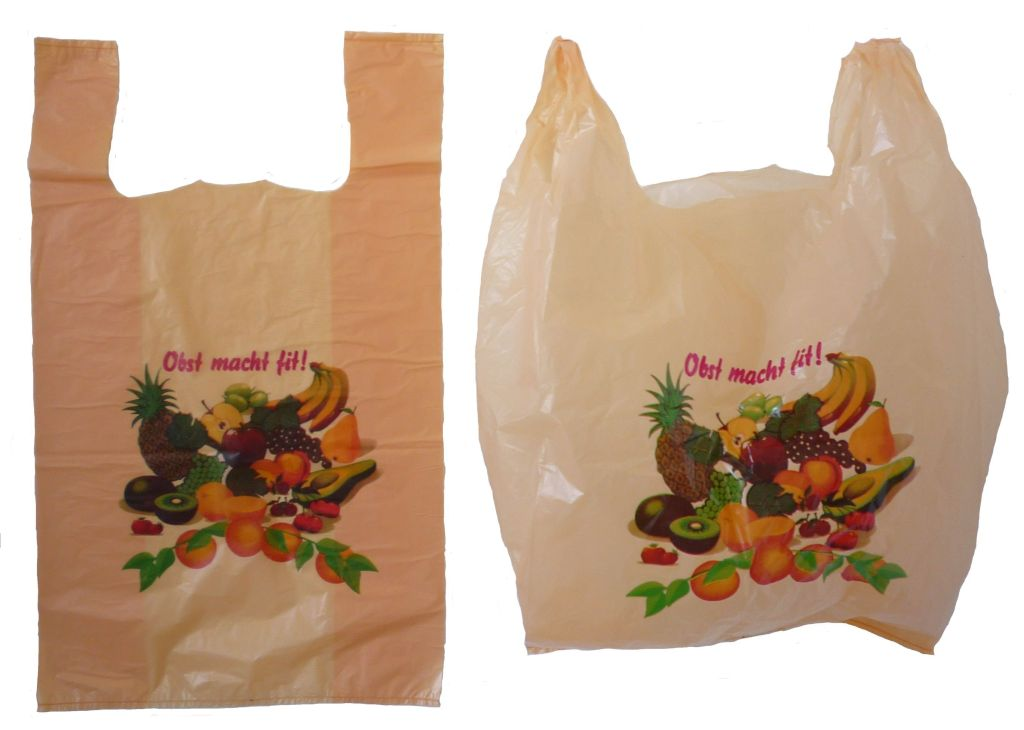
Immer noch in Gebrauch: die Hemdchentüte (Zustand gefaltet und in Benutzung)

1853 stellte der Papierfabrikant Gumpert Bodenheim in Bad Sooden-Allendorf die erste industriell gefertigte Papiertüte her. 1961 gab das Kaufhaus Horten in Neuss die ersten Plastiktüten aus. Sie wurden Hemdchentüten genannt, weil die Träger wie die eines Unterhemds aussahen. 1965 folgte schließlich die Reiterbandtragetasche, welche basierend auf den Erfahrungen der papierverarbeitenden Industrie entwickelt wurde und als erste richtige Plastiktragetasche gilt.

## Vor- und Nachteile
Kunststofftüten zeichnen sich durch hohe Festigkeit bei geringem Gewicht und niedrige Herstellungskosten aus. Die Folien-Halbzeuge lassen sich schweißen und sind entsprechend leicht zu verarbeiten. Für die Herstellung werden nur wenige Chemikalien benötigt, die Produktion ist wenig energieintensiv und emissionsarm. Sie sind wasser- und chemikalienbeständig. Kunststofftüten können mehrfach verwendet und anschließend recycelt werden.
Verwendung finden Kunststofftüten hauptsächlich bei der Verpackung und beim Transport von Einkäufen sowie bei der Entsorgung von Hausmüll, als Müllsäcke und Gelbe Säcke für recycelbare Kunststoffverpackungen (Duales System). Sie stellen hierbei eine der effizientesten Verpackungen dar (Verhältnis Eigenmasse zu Inhalt). Die kurze Verwendungsdauer führt dennoch zu einem hohen Müllaufkommen, die Recyclingquote von Plastikmüll ist mit 14 % gering. Da die Tüten einen ähnlich hohen Heizwert haben wie Öl, ist ihre energetische Verwertung im Rahmen der Müllverbrennung nützlich und die Deponierung ist Energieverschwendung.
Kunststofftüten werden häufig als Werbeträger genutzt. In Deutschland sind sie sodann mit farbigen Aufdrucken versehen, meistens den Firmenlogos der entsprechenden Händler oder Produzenten. Als Symbole der Konsumgesellschaft werden Kunststofftüten gelegentlich auch bewusst als Accessoires verwendet.

## Umweltproblematik

Tragetasche mit I’m green aus Zuckerrohr

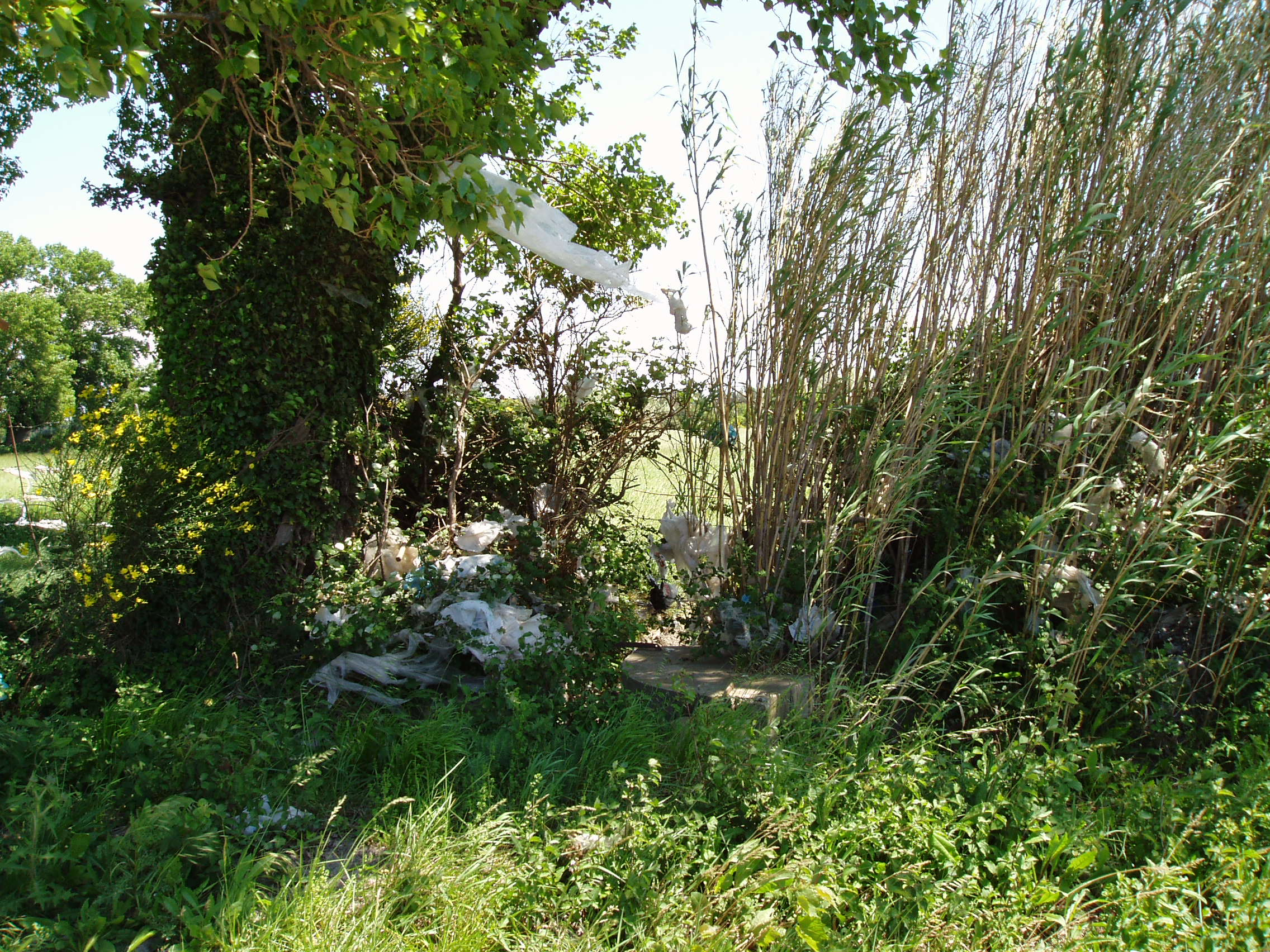
Plastikmüll verschandelt in wilden Müllkippen die Landschaft

Als Einwegartikel wird eine Kunststofftüte im Durchschnitt nur 25 Minuten lang benutzt. Im Vergleich zu anderem Plastikabfall gelangen Plastiktüten und andere dünne Plastikfolien besonders leicht durch Verwehung unbeabsichtigt in die Umwelt und machen auf dem Festland wahrscheinlich den Hauptanteil des Plastikabfalls in der Umwelt aus.
In Ländern, in denen es keine Verwertungssysteme für Abfall und Wertstoffe gibt, gelangen die Plastiktüten nach ihrem Gebrauch unkontrolliert in die Umwelt. Der Zersetzungsprozess dauert je nach Kunststoffsorte und Ort Schätzungen zufolge hunderte bis tausende Jahre, in arktischen Gewässern und der Tiefsee wahrscheinlich noch länger.

### Plastikmüll im Meer
Ein etwa drei Millionen Tonnen schwerer Müllstrudel hat sich zwischen Kalifornien und Hawaii gebildet. Angetrieben durch Wind und Strömungen dreht sich diese schwimmende Müllhalde in einem riesigen Wirbel auf dem Ozean. Dieser Wirbel ist etwa so groß wie Mitteleuropa. Auf ein Kilogramm Plankton kommen hier sechs Kilogramm Plastik. In mehreren weiteren Wirbeln im Südpazifik, im Atlantischen und im Indischen Ozean gibt es Plastikteppiche dieser Art, wenn auch mit geringeren Mengen. Auch im Roten Meer sind viele Regionen mit Plastikmüll belastet.

### Umweltbilanz: Papiertüte oder Plastiktüte?
Papiertüten sind leichter zu entsorgen als Plastiktüten, vor allem, weil Papiertüten leichter verrotten. Außerdem kann das Papierrecycling auf eine ausgereifte Infrastruktur zurückgreifen. Allerdings belastet die Herstellung einer Papiertüte die Umwelt stärker als die Produktion einer Plastiktüte, denn diese verbraucht weniger Wasser, weniger Rohstoffe und erzeugt weniger Kohlendioxid. Eine Papiertüte sollte daher dreimal so oft verwendet werden wie eine aus Plastik, um diesen Nachteil auszugleichen. Relevant für die ökologische Gesamtbilanz ist die Art des verwendeten Kunststoffs bei der Produktion der Plastiktüte. Es gibt Quellen, die eine Polypropylen-Tüte besser als eine Polyethylen-Tüte einschätzen. Die Weiterverarbeitung des dort verglichenen PP-Granulats zu Folie ist aber energieintensiv und benötigt je nach Prozess viel Kühlwasser.
Langlebige Mehrwegsysteme können den Einwegverpackungen aus Plastik und Papier deutlich überlegen sein.

### Tierschutz

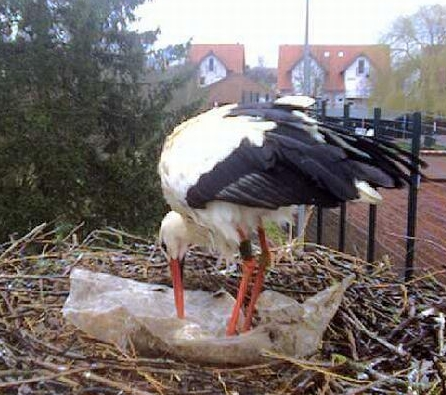
Plastiktüte in einem Storchennest

Meeresschildkröten verwechseln die Kunststofftüten oft mit Quallen und fressen sie. Vögel verschlucken unverdauliche Plastikteile oder füttern ihre Jungen damit. Jedes Jahr sterben zehntausende Wale, Robben und Haie. Abgesunkene Kunststofftüten verfangen sich an Korallen, nehmen ihnen das Licht, den Zugang zur Nahrung und töten sie dadurch ab.
Auch für Tiere auf dem Festland stellen Plastiktüten eine Gefahr dar. Fetzen von Plastiktüten in Vogelnestern können zu Einschnürungen und Verstümmelungen an Beinen führen. Störche bauen in ihre Nester Plastiktüten ein, so dass gelegentlich Regenwasser nicht abfließt und Jungstörche ertrinken. Wildtiere auf Futtersuche können an Plastiktüten und anderen Abfällen ersticken.

## Alternativen

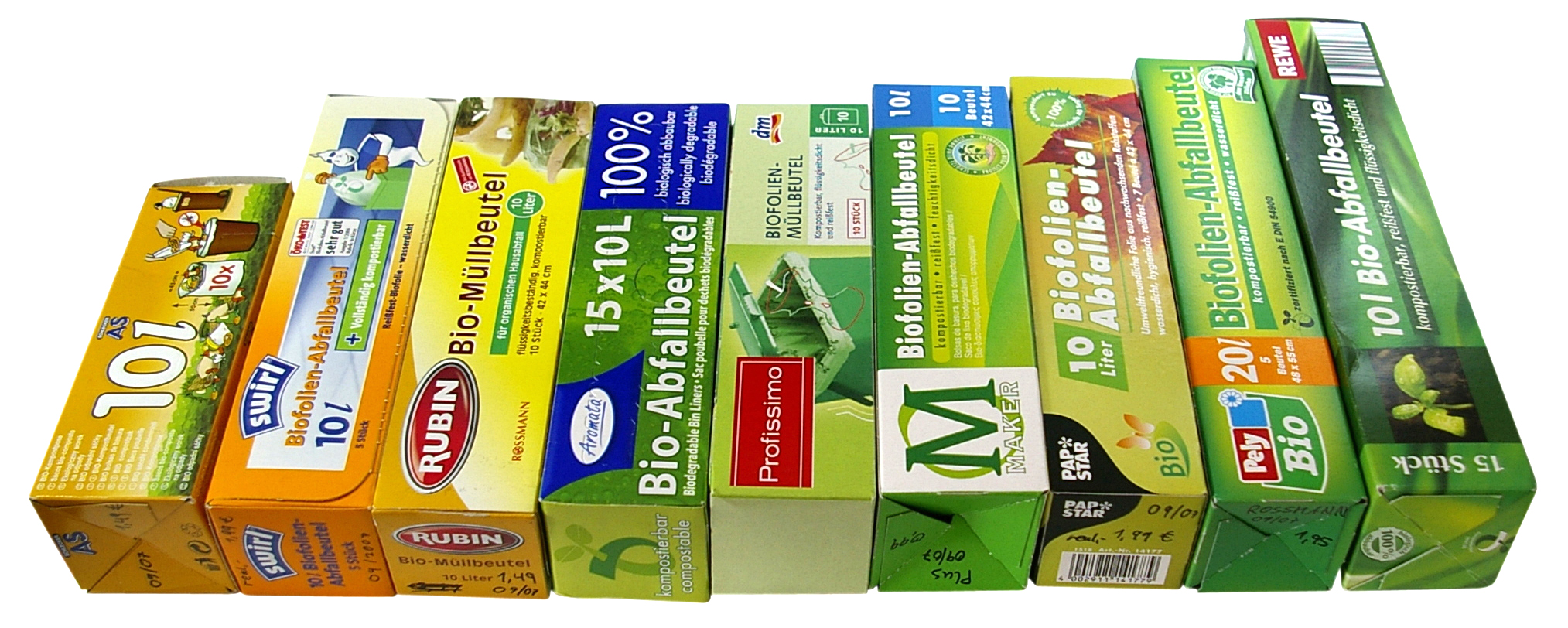
Müllbeutel aus Biokunststoffen

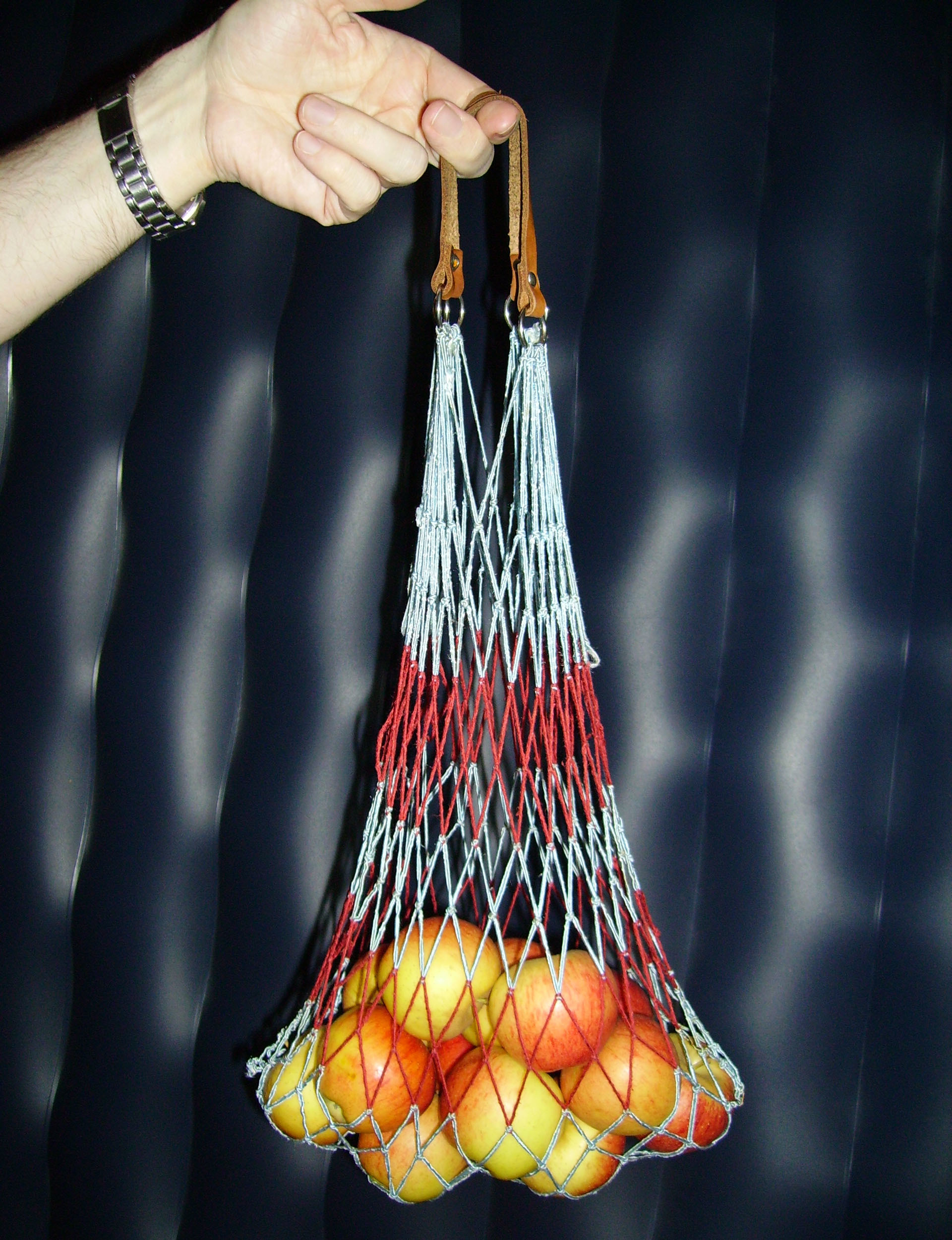
Einkaufsnetz

Alternativen zu Kunststofftüten sind Einkaufsnetze, Tüten aus bio-basierten Kunststoffen, Papiertüten, Stofftaschen oder Einkaufskörbe. Der Ersatz von Kunststofftüten durch diese Alternativen wurde von der Umweltbewegung propagiert, die die Kunststofftüte zu einem Symbol der Wegwerfgesellschaft machte. Bekannt geworden ist insbesondere der Slogan „Jute statt Plastik!“. Bei gleichen Gebrauchseigenschaften haben Papiertüten den Vorteil gegenüber Kunststofftüten, dass sie nach Gebrauch biologisch abgebaut werden können. Bislang sind vor allem Papier-Abfallbeutel für Bioabfall auf dem Markt.
Seit einigen Jahren gibt es Plaste-Tüten aus nachwachsenden Rohstoffen, in der Regel Mais- oder Kartoffelstärke oder Polymilchsäuren. Jedoch haben auch diese Nachteile (Energieaufwand bei der Herstellung, Verdrängung von Lebensmittelanbauflächen zur Gewinnung der benötigten Rohstoffe). Die Kompostierung von Bioplaste ist in Deutschland nicht gestattet. Entsprechend ist die Verwendung von langlebigen Taschen aus Gewebe oder Gewebeverbund zurzeit die sinnvollste Alternative für Plaste-Einkaufs-Tragetaschen.

## Verkauf statt kostenloser Zugabe
In deutschen Lebensmittel-Supermärkten war es früher üblich, dass jedem Käufer ohne Nachfrage eine oder mehrere Tüten zum Einkauf beigegeben wurden. Inzwischen sind die Kunststofftüten oft kostenpflichtig, und der Verbrauch ist stark zurückgegangen. Dennoch ist es in Frankreich, Spanien und Polen immer noch üblich, zu einem Lebensmittelkauf kostenlos Kunststofftüten zu bekommen. In den USA sind vielerorts henkellose Papiertüten im Gebrauch.
2016 entschied der Deutsche Einzelhandelsverband in einer Selbstverpflichtung mit dem Bundesumweltministerium, kostenlose Plastiktüten aus allen Geschäften seiner Mitglieder zu verbannen. Plastiktüten sollen zwar weiter erhältlich sein, jedoch genau wie Papiertüten und Mehrweg-Tragetaschen kostenpflichtig angeboten werden. Allerdings bleiben Beutel aus sehr dünner Klarsichtfolie zum Verpacken und Anfassen von losen Lebensmitteln, wie Backwaren, Obst und Gemüse kostenlos. Die drei großen Drogeriefachmärkte DM, Rossmann und Müller entfernten bereits die kleinen, kostenfreien Tragetaschen aus den Filialen. Jedoch gilt diese Regelung nur für Geschäfte des Einzelhandels, andere Verkaufsstellen wie Tankstellen und Kioske, an welchen viele Kunden nach Plastiktüten fragen, dürfen nach wie vor kostenfreie Plastiktüten an der Kasse ausgeben. Anstelle der freiwilligen Vereinbarung fordert die Deutsche Umwelthilfe hingegen eine bundesweite Abgabepflicht.

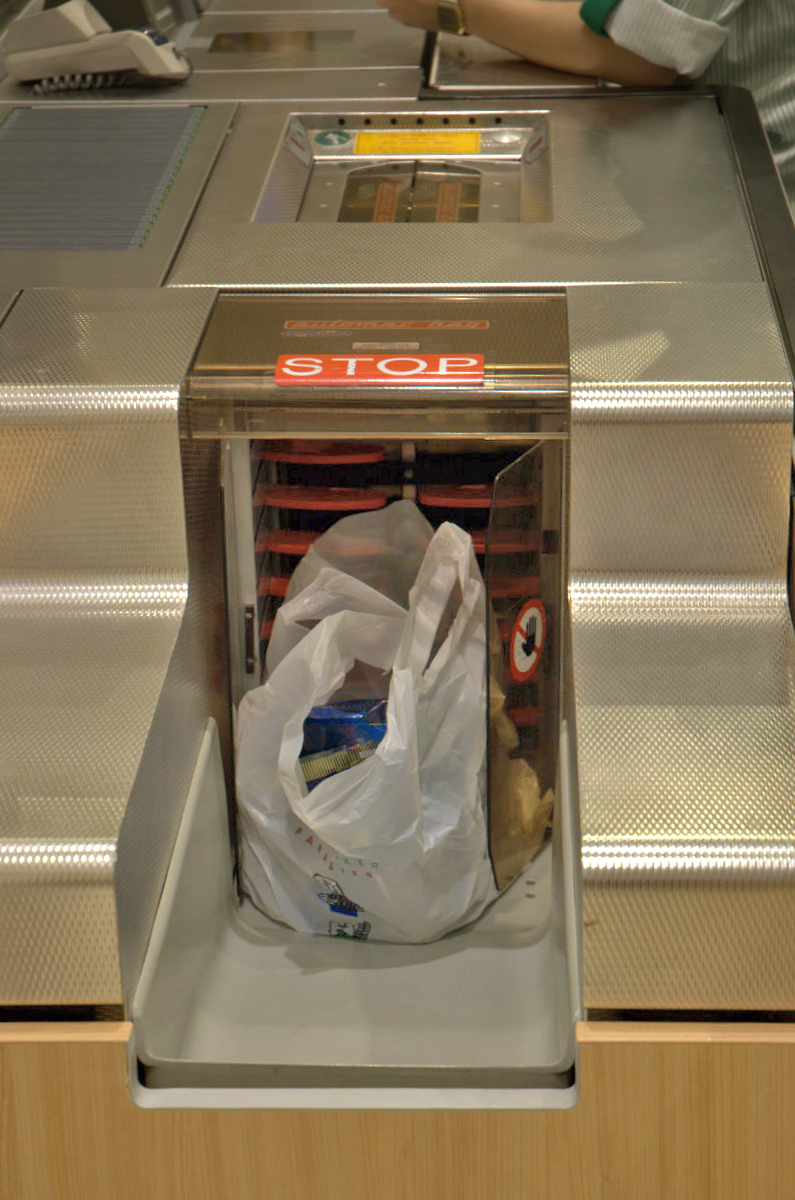
Maschine zum Eintüten in einem Kaufhaus

Seit April 2018 erhebt die Supermarktkette Netto auf der dänischen Insel Fünen ein Pfand von rund 13 Cent. Dieser Betrag wird bei der Rückgabe der Plastiktüte wieder ausbezahlt. Das Pfand-Geld von Plastiktüten, die nicht mehr zurückgebracht werden, kommt dem WWF zugute.

## Verbrauch
Pro Jahr und Kopf wurden 2010 in Deutschland statistisch 64 Einkaufstüten erzeugt und verwendet. Der durchschnittliche Verbrauch mit 76 Tüten pro Einwohner und Jahr lag 2014 deutlich unter dem EU-weiten Durchschnitt von 198 Plastiktüten. 2015 wurde der aktuelle Verbrauch von Plastiktüten pro Kopf und Jahr in Deutschland mit 71 angegeben. Durch das Verbot der kostenlose Abgabe sank der Verbrauch von größeren Plastiktüten innerhalb eines Jahres von 45 (2016) auf 29 (2017) Stück; im gleichen Zeitraum stieg der Verbrauch der nach wie vor kostenlosen, dünneren Obsttüten von 36 auf 39 Stück.

## Handhabung in verschiedenen Staaten

### Deutschland

Plastiktüte eines deutschen Discounters

Am 26. November 2020 verabschiedete der Bundestag im Rahmen einer Novelle des Verpackungsgesetzes ein gesetzliches Verbot von Plastiktüten mit einer Wandstärke von 15 bis 50 Mikrometern, das am 1. Januar 2022 in Kraft trat. Im Lebensmitteleinzelhandel werden sogenannte „Hemdchenbeutel“ oder „-tüten“, die wegen ihrer geringen Wandstärke nicht unter das Verbot fallen, zum Abpacken lose präsentierten Obsts und Gemüses sowie zur Verpackung lose verkaufter Backwaren (dort zusehends durch Papiertüten ersetzt) angeboten.
Bis 2021 wurde in Bekleidungsgeschäften die Ware an der Kasse häufig in Plastiktüten mit Werbeaufdruck verpackt. Bei den Lebensmittelketten kosteten Kunststofftragetaschen zwischen 0,10 Euro und 0,30 Euro.
Bei der Dialogveranstaltung Einweg-Tragetaschen vom 24. Februar 2014 mit Herstellern, Behörden sowie Umwelt- und Verbraucherverbänden bekräftigte das Umweltbundesamt seine Empfehlungen, den Verbrauch von Einweg-Tragetaschen weiter zu verringern und die im Lebensmitteleinzelhandel bestehende Bezahlpflicht für Kunststofftragetaschen auszuweiten. Nach einer Beratung des nationalen Handelsverbandes (HDE) mit dem Bundesumweltministerium im Herbst 2015 zur Anwendung einer EU-Richtlinie, welche den Pro-Kopf-Verbrauch an Plastiktüten (ausgenommen Hemdchentüten) bis 2025 auf 40 Stück im Jahr reduzieren soll, sollten Plastiktüten in Deutschland nicht mehr kostenlos sein. Im April 2016 unterzeichneten Josef Sanktjohanser (für den HDE) und Bundesumweltministerin Barbara Hendricks eine Selbstverpflichtung, wonach Plastiktüten ab Juli 2016 häufiger nicht mehr kostenlos, sondern nur noch gegen eine Gebühr abgegeben werden sollten.

### Österreich
In Mode- und Sportgeschäften wurden vor allem Textilien an der Kasse routinemäßig in Plastiksackerln gegeben. Wer sie nicht haben wollte, musste an der Kasse darauf hinweisen. Ähnliches war in Läden für Unterhaltungselektronik üblich. Verschiedentlich stellen auch Lieferanten Taschen mit Markenwerbung zur Verfügung. Textilien aus der chemischen Reinigung werden meist mit bis zu mantelgroßen transparenten sehr dünnen Schlauchhüllen aus Polyethylen übergeben. In großen Läden für Lebensmittel und Allgemeinbedarf und bei Diskontern wird für große Plastiktüten mit Werbeaufdruck ein Preis von 20 bis 25 Cent verrechnet. Manchmal wird der Strichcode an der Kassa durchgestrichen, um ein Wiedermitbringen zu vereinfachen. Sprachlich stereotyp ist der Begriff „BILLA-Sackerl“, in natura plakativ gelb-rot.
Legendär wurden die 2000 Billa-Tüten, in denen der Opernkritiker Marcel Prawy seine Musikdokumente sammelte. In den 1970er Jahren waren auch die abwertende Begriffe Jugokoffer und Tschuschenkoffer weit verbreitet, eine Anspielung auf das bevorzugte Reiseutensil in jugoslawischen Gastarbeiterautos. Alle SPAR-Markttypen bieten eine Reihe von Alternativen: Tragetaschen aus Papier, Baumwolle, auch zum Einhängen in den Einkaufswagen und seit 2009 leicht gelbliche und schnell verrottende Plastiksäcke aus Kartoffelstärke-Kunststofffolie für 0,35 Euro (Interspar schon Juni 2007 für damals 0,29 Euro).
Daneben sind zum Selbsteinpacken von Gemüse und Obst kleinere, ganz dünne, trüb-durchsichtige aus LD-PE kostenlos meist von einer Rolle abzureißen. Türkische Geschäfte etwa verwenden größere dieser Art von Sackerln auch leicht gefärbt. Auch einfachere weiße Plastiksackerl sind meist kostenfrei. Mistkübel bei Privaten, in Firmen, bei Diskontern, SB-Restaurants und im öffentlichen Raum werden mit unterschiedlich großen, oft schwarzen Müllsäcken aus PE ausgekleidet. Mancherorts erfolgt die Leichtfraktion-Müllsammlung (Plastikverpackungen) in „gelben Säcken“, die gekauft und gefüllt zugebunden vor die Haustür gestellt werden.
Mit dem Film Plastic Planet, der Plastikfrei-Experimentier-Familie von Sandra Krautwaschl und einem Film darüber sowie Kampagnen von Umwelt-NGOs, insbesondere Greenpeace, hat ein gewisses Umdenken Niederschlag gefunden. Permanenttaschen bieten seit 2016 zumindest Lidl und Merkur an. Diese textilverstärkten, genähte Kunststofftaschen sind größer und dauerhafter als große Folientragetaschen und haben üblicherweise einen Tragehenkel aus gewebtem Gurt. Ein Textilgeschäft in Wien verlangt für Tragetaschen einen Preis.
Ende 2018 kündigte die Bundesregierung ein Verbot von Plastiksackerln an. Ein entsprechender Initiativantrag zur Novelle des Abfallwirtschaftsgesetzes wurde vom Nationalrat im Juli 2019 einstimmig angenommen. Die Novelle wurde am 31. Juli 2019 kundgemacht und trat mit 1. Januar 2020 in Kraft. Seither dürfen keine Kunststofftragetaschen in Verkehr gebracht werden. Ausgenommen sind sehr leichte Kunststofftragetaschen, die aus überwiegend nachwachsenden Rohstoffen hergestellt werden und für eine Eigenkompostierung geeignet sind, sowie wiederverwendbare Taschen aus Kunststoffgewebe mit vernähten Verbindungen und Tragegriffen.

### Schweiz
Eine Motion für ein Verbot wurde 2010 vom Parlament verabschiedet und 2012 angenommen. Um sie anzuwenden, hätte es eine Änderung des Bundesgesetzes über den Umweltschutz gebraucht. Doch die Verwaltung beschloss, die Gesetzgebungsarbeit zu umgehen und auf eine private Vereinbarung mit den Grossverteilern zu vertrauen. 2016 schrieb das Parlament die Motion ab.
Infolgedessen werden Plastiktüten in der Schweiz seit November 2016 durch die Handelskette Migros nur noch gegen Bezahlung abgegeben. Coop und die meisten anderen großen Detailhändler zogen nach. Danach ist die Nachfrage nach Plastiksäcken um über 80 Prozent eingebrochen. Allein Coop spart laut eigenen Aussagen jährlich 850 Tonnen Neu-Plastik ein. Es wären noch mehr, würden die Detailhändler die Gratis-Plastiksäcke auch an den Kassen in den kleineren Läden wie Coop Pronto, Migrolino usw. abschaffen. Ende 2020 soll die Vereinbarung auf Mehrweg-Säcke ausgedehnt werden. Coop hat angekündigt, die Vereinbarung bereits ab 1. Januar 2020 durchzusetzen.

Verbote von Plastiktüten weltweit.
Plastiktüten verboten
Besteuerung von Plastiktüten
Freiwillige Besteuerung
Teilweise Besteuerung oder Verbot (auf kommunaler oder regionaler Ebene)

### Europäische Union
Die Europäische Kommission plante eine zusätzliche Besteuerung oder ein Verbot von Plastiktüten: Die Bürger der EU waren in einer englischsprachigen Online-Umfrage (Konsultation) vom 17. Mai 2011 bis zum 9. August 2011 aufgefordert, ihre Meinung zum Thema zu äußern. Im Ergebnis novellierte die EU ihre Richtlinie 94/62/EG über Verpackungen und Verpackungsabfälle: Die Mitgliedstaaten müssen sicherstellen, dass entweder der Pro-Kopf-Verbrauch an Plastiktüten bis 2025 auf 40 Stück im Jahr sinkt oder in den Verkaufsstellen für sie bezahlt werden muss. Die Mitgliedstaaten können sehr leichte Tüten – sogenannte Hemdchentüten, wie sie für Obst und Gemüse im Supermarkt verwendet werden – von ihren Maßnahmen ausnehmen.
Im April 2024 beschloss das Europäische Parlament eine ab 2030 geltende neue Verpackungsrichtlinie, die unter anderem ein weitgehendes Verbot dünner Plastiktüten vorsieht. Ausnahmen sind vor allem aus hygienischen Gründen vorgesehen.

#### Dänemark
Dänemark führte 1994 eine Abgabe auf Plastiktüten ein und hatte 2015 den niedrigsten Pro-Kopf-Verbrauch in Europa.

#### Frankreich
In Paris trat 2007 ein Verbot von Kunststofftüten in Kraft.
Ein landesweites Verbot nicht kompostierbarer Plastiktüten gibt es in Frankreich seit dem 1. Januar 2016. Seit dem 1. Januar 2022 dürfen 30 Sorten Obst und Gemüse, darunter Gurken, Zwiebeln, Kartoffeln, Paprika, Äpfel, Birnen und Orangen, nicht mehr in Plastik verpackt verkauft werden. Ausnahmen gelten für Mengen ab 1,5 kg sowie für geschnittene oder verarbeitete Ware. Es wurde angekündigt, das Verbot bis 2026 auf alle Sorten, auch auf Beeren, auszuweiten.

#### Griechenland
Seit 1. Januar 2019 müssen in Griechenland für die (< 50 Mikrometer) dünnen Plastiktüten im Geschäft 9 Cent bezahlt werden (2018 4 Cent).
Umweltschützer kritisieren, dass diese Regelung nicht für Kioske und Wochenmärkte gilt.

#### Irland
Am 4. März 2002 hat die Republik Irland eine Umweltsteuer auf jede Plastiktüte von 0,15 Euro eingeführt. Dies führte innerhalb von fünf Monaten zu einer neunzigprozentigen Verringerung der Verwendung von Plastiktüten und verstärkte den Einsatz von wiederverwendbaren Taschen. Der Erlös dieser Steuer wurde für Umweltprojekte verwendet. Viele Einzelhändler in Irland gaben ihren Kunden Papiertüten oder verzichteten einfach ganz auf Verpackung. Die meisten Supermärkte verwendeten weiterhin Plastiktüten. Nachdem die Zahl der Plastiktüten zunächst von 386 auf 21 Tüten pro Jahr und Person sank, stieg diese Zahl allmählich wieder auf 30, woraufhin die Steuer am 1. Juli 2007 auf 0,22 Euro erhöht wurde und die Zahl bis 2010 weiter auf 18 Tüten pro Jahr und Person sank. Viele Supermärkte stiegen auf wiederverwendbare Stofftüten oder wiederverwendbare, haltbare Plastiktüten um. Sie verkaufen diese Tüten für ca. einen Euro.
Der Anteil von Plastiktüten an den in der Umwelt aufgefundenen Müllobjekten ging bis 2004 von 5 % auf 0,22 % auf ein Zwanzigstel des Ausgangswertes zurück. Die administrativen Kosten der Steuer lagen bei ca. 3 % des Aufkommens und waren damit sehr niedrig. Die Reaktion sowohl von Händlern als auch Kunden auf die Steuer war positiv, sie genießt in Irland hohe Akzeptanz.

#### Island
Seit September 2019 ist die Abgabe von kostenlosen Plastiktüten in Island verboten.

#### Italien
Seit dem 1. Januar 2011 ist die Vermarktung herkömmlicher Plastiktüten in Italien verboten. Als Ersatz sollen Papiertüten, Stoffbeutel und andere leicht abbaubare Tüten, z. B. aus Maisstärke, dienen. 2011–2017 ist der Konsum von Plastiktüten um 55 % zurückgegangen.
Ab 1. Januar 2018 dürfen im Einzelhandel lediglich biologisch abbaubare Einwegtüten für Obst, Gemüse, Fleisch und Fisch verwendet werden. Die Konsumenten müssen nun pro Tüte je nach Supermarkt 1–3 Cents zahlen. Die Einführung wurde von Verbrauchern, Verbraucherschutz- und Umweltschutzverbänden heftig kritisiert, da die Bestimmungen nur die Verwendung von Einweg- und nicht von wiederverwertbaren Tüten oder alternativen Transportbehältern zulässt und somit kein Rückgang im Verbrauch zu erwarten ist.

### Australien
Derzeit werden in Australien jährlich etwa 4 Milliarden Plastiktüten verteilt. Verboten sind sie in South Australia, Australian Capital Territory, Queensland und Northern Territory. 2008 scheiterte ein landesweites Verbot am Widerstand des Einzelhandels.
Seit dem 1. Juli 2018 sind in Australien Einweg-Plastiktüten verboten.

### Bangladesch
Kunststofftüten sind seit 2000 in Bangladesch komplett verboten. Sie verstopften während der Monsun-Zeit die Abwasserkanäle und erhöhten das Überschwemmungsrisiko.

### Bhutan
In Bhutan sind seit 2019 Kunststofftüten verboten, doch ist die landesweite Durchsetzung und Kontrolle noch ein Problem.

### Burundi
Burundi verbietet Plastiktüten per Dekret des Präsidenten vom 13. August 2018. 18 Monate Übergangsfrist und Ausnahmen für biologisch abbaubare Materialien und verschiedene, etwa medizinische Anwendungen.

### Chile
In Chile war es bis 2018 üblich, zum Einkauf in kleinen Läden und Supermärkten Plastiktüten kostenlos zum Kauf dazugereicht zu bekommen. Diese Tüten sind nicht immer ausreichend stabil, was dazu führt, dass auch für einen normal großen Einkauf viele Tüten verwendet werden. Ferner ist es verbreitet, ebendiese kostenlosen Tüten daheim als Mülltüten zu verwenden. So gehen sie mit dem Mischmüll zur Entsorgung.
Im Jahr 2017 verbrauchten die Chilenen nach Angaben der Industrie und des Umweltministeriums rund 3,4 Milliarden Plastiksackerl, von denen ein großer Teil im Meer landet. Mit dem 3. August 2018 trat ein Gesetz in Kraft, das – erstmals in Lateinamerika – Supermarktketten binnen sechs Monaten und anderen Einzelhändlern binnen zwei Jahren – bei Bußgeldern bis zu etwa 350 US-Dollar – verbietet Plastiksackerln zu verteilen.

### Volksrepublik China
In China ist es Supermärkten, Kaufhäusern und Großhandelsmärkten seit dem 1. Juni 2008 verboten, Plastiktüten kostenlos abzugeben. Sehr dünne Tüten wurden vollständig verboten. Mit dieser Anordnung sollen der Plastikmüll und die daraus resultierende Verschmutzung reduziert werden. Bei Verstößen droht eine Strafe von bis zu 10.000 Yuan. Statistiken zufolge werden in China täglich drei Milliarden Kunststofftüten verbraucht. Die Verbraucher wurden aufgefordert, wieder Stofftaschen und Körbe zu verwenden. Plastiktüten sollen nach dem Gebrauch gesammelt und recycelt werden.
Peking will Herstellung und Verkauf von Einwegplastiktüten, -trinkhalmen und -geschirr schrittweise bis 2025 verbieten. Biologisch abbaubare Produkte sollen weiterhin erlaubt sein. In Shanghai tritt Ende 2020 ein solches Verbot in Kraft.

### Indien
In Indiens Hauptstadt Neu-Delhi wurden Plastiktüten verboten. Verstöße werden mit bis zu 1500 Euro bestraft.
In manchen Bundesstaaten, z. B. Kerala, sind dünne Plastiktüten ebenfalls verboten.

### Kenia, Uganda, Ruanda und Tansania
In Kenia und Uganda gilt für die dünnsten Tüten ein Verbot und für die übrigen eine erhöhte Besteuerung. In Kenia drohen seit Ende August 2017 bei Verstößen bis zu 32.000 Euro Geldstrafe oder bis zu vier Jahre Gefängnis. In Ruanda (seit 2006) und Tansania (2005) sind Kunststofftüten verboten. Seit Juni 2019 sind in Tansania Import, Export, Herstellung, Verkauf und Gebrauch von Plastiktüten definitiv verboten. Bis zu sechs Monate Haft oder eine Geldstrafe von 2000 Dollar drohen beim Gebrauch von Kunststofftüten auf der tansanischen Insel Sansibar. Es gibt aber keine Kontrollen oder Ähnliches bei der Einreise auf Sansibar. Auch die einheimischen Händler und Verkäufer verteilen Plastiktüten für die Einkäufe, deswegen ist mit Strafen nicht zu rechnen.

### Malawi
In Malawi wurde das Verbot der Produktion und Verwendung von Plastiktüten im Jahr 2015 von der malawischen Regierung beschlossen, doch erreichten Plastiktütenproduzenten ein Jahr später vor dem High Court des Landes zunächst die Aufhebung des Gesetzes, da sie sich in ihren Geschäftstätigkeiten beeinträchtigt sahen. Am 1. August 2019 entschieden jedoch die sieben Richter des höchsten Gerichtes, dass das Gesetz von 2015 rechtmäßig sei und setzten das Verbot wieder in Kraft.

### Marokko
In Marokko verbot die Regierung zum 1. Juli 2016 gesetzlich landesweit Plastiktüten.

### Neuseeland
In Neuseeland werden Kunststofftüten sowohl im Supermarkt als auch in Endverbrauchergeschäften, wie Mode-, Elektronik- und Sportgeschäften, kostenlos zum Einkauf hinzugegeben. Selbst in Convenience Stores, die für den schnellen Einkauf zwischendurch gedacht sind, werden beim Einkauf mehrerer Artikel in der Regel kostenlose Kunststofftüten abgegeben. Während in Supermärkten und Convenience Stores die Tüten meist sehr dünn und weiß sind, benutzen Modegeschäfte oft dickere Tüten mit dem jeweiligen Logo des Geschäfts. In Liquor Stores werden alkoholische Getränke meist in schwarzen Tüten verpackt. Eine Ausnahme zur allgemeinen Tütenverbreitung bildet der Outdoorausstatter „Kathmandu“, der selbst keine Kunststoff-, sondern nur noch (Einmal-)Kartontüten benutzt. Will der Kunde eine Tüte haben, muss er sie zurzeit käuflich erwerben.
Neuseeland verbraucht mit Stand 2017 750 Millionen Sackerln pro Jahr, gleich 150 pro Person und Jahr. Die Premierministerin Jacinda Ardern kündigte am 10. August 2018 umfassende Verhandlungen mit den betroffenen Seiten an, um nach einer 6-monatigen Testphase im Jahr 2019 zu einem Verzicht auf Einwegplastiksackerln zu gelangen, um die Weltmeere zu schützen.
Seit dem 1. Juli 2023 sind in Neuseeland dünne Plastiktüten verboten.

### Osttimor
In Osttimor sind Plastiktüten, ebenso wie andere Plastikeinwegprodukte, seit 2020 verboten.

### Papua-Neuguinea
Plastiktüten sind im Inselstaat Papua-Neuguinea seit 2003 offiziell verboten. Die Gründe dafür liegen in der zunehmenden Verschmutzung der Umwelt durch weggeworfene Plastiktüten und andere Kunststoffe.

### Singapur
In Singapur sind verschiedene Stellen verpflichtet, Plastiktüten mit 5 Cent zu belasten.

### Südafrika
In Südafrika dürfen Kunststofftüten von Einzelhändlern nicht mehr umsonst verteilt werden. Seit dem Jahr 2003 droht ihnen eine Geld- oder Gefängnisstrafe, wenn sie dagegen verstoßen.

### Thailand
Plastiktüten jeder Art sind ein großes Umweltproblem im Königreich. Am 1. Januar 2020 trat in Thailand das Verbot für kostenlose Plastiktüten in Kraft. Es werden auch zunehmend Tüten aus wiederverwertbarem Material verkauft.

### Türkei
Plastikeinkaufstaschen sind in der gesamten Türkei ein großes Umweltproblem. Derzeit verwendet jeder Türke im Durchschnitt 1,2 Beutel pro Tag, von denen viele nicht ordnungsgemäß entsorgt werden. Seit Januar 2019 müssen Einzelhändler für Plastiktüten mindestens 25 Kurus (ca. 4 Cent) verlangen, andernfalls droht ihnen eine Strafe.

### Vereinigtes Königreich
Seit Oktober 2015 existiert im Vereinigten Königreich landesweit eine Abgabe von 5 Pence auf Plastiktüten.
Schon 2007 verpflichteten sich die Händler im Dartmoor-Dorf Modbury, Devon, zu einem freiwilligen Verzicht auf Plastiktüten.
Nach Wales 2011, Nordirland im April 2013 und Schottland 2014 wurde am 5. Oktober 2015 schließlich auch in England eine Abgabe in Höhe von 5 Pence eingeführt. Schon sechs Monate nach der Einführung der Abgabe ist der Verbrauch von Plastiktüten in England um 85 % zurückgegangen. Die Mehrheit der Konsumenten in England befürwortete die Einführung der Abgabe, die Zahl der Befürworter wuchs nach der Einführung noch an.
Einzelhandelsunternehmen auch oder ausschließlich sogenannte „bags-for-life“ (zur Wiederverwendung gedachte „Tüten für das gesamte Leben“) an. Gegen eine geringes Entgelt – im Jahr 2017 betrug es zum Beispiel bei der Supermarktkette Tesco 10 Pence – kauft der Kunde eine haltbarere Plastiktüte, die er danach beliebig oft kostenlos gegen eine neue eintauschen kann. Im Jahr 2014, vor Einführung der Abgabe auf Plastiktüten in England, betrug der Anteil der bags-for-life an der Gesamtzahl der Einkaufstüten 5 %. Eine Untersuchung der Cardiff University fand Hinweise, dass in vielen Fällen in England nach 2015 statt Einwegtüten die bags-for-life gekauft wurden und diese sich nun bei Kunden zu Hause häuften.

### Vereinigte Staaten von Amerika
In den USA regeln einzelne Bundesstaaten und Kommunen den Gebrauch von Plastiktüten. Hawaii ist der erste US-Bundesstaat, in dem flächendeckend ein Plastiktütenverbot existiert.
2003 wurde im Staat Kalifornien ein Gesetzesentwurf diskutiert, der vorsah, auf jede Plastiktüte eine Steuer von drei Cent zu erheben. Nach Protesten von Handel und Plastikherstellern wurde dieser jedoch nicht umgesetzt. Doch im September 2014 verabschiedete der US-Bundesstaat Kalifornien als zweiter US-Bundesstaat ein flächendeckendes Plastiktütenverbot. Diesem Verbot gingen eine Reihe kommunaler Maßnahmen voraus. Das erste Verbot von Kunststofftüten in den USA wurde 2007 in San Francisco vom Stadtrat beschlossen. Im Jahr 2006 waren dort noch 180 Millionen Kunststofftüten verteilt worden. Der Stadtrat von Los Angeles beschloss im Juli 2008 ein Plastiktütenverbot, das seit 1. Juli 2010 gilt. Papiersäcke können für 0,25 USD gekauft werden. Seit 2012 gibt es in San Jose ein Plastiktütenverbot. In einer anschließenden Untersuchung fanden sich im Regenentwässerungssystem 89 % weniger Plastiktüten, 60 % weniger in Flüssen und 59 % weniger auf Straßen und in Wohngebieten.
Mit Wirkung vom 1. Januar 2010 wurde in Washington, D.C. eine Regelung eingeführt, die eine Gebühr von 0,05 USD auf Plastiktüten erhebt. Diese Regelung gilt ausschließlich für die Abgabe von Plastiktüten in Lebensmittelläden und hat einige Verwirrung im Handel hervorgerufen. Ein Buchhändler, der für gewöhnlich eine Packung Pfefferminzdrops dem Kunden in die Tüte als Freebie mitgab, hat von dieser Praxis Abstand genommen. Der Händler war sich nicht sicher, ob er in diesem Fall gegen die Regelung, die für Lebensmittelläden gilt, verstößt.